# ラッセル・アークスレーベン
ラッセル・アークスレーベン（Russell Erxleben 1957年1月13日- ）はテキサス州シギーン出身のアメリカンフットボール選手。ポジションはパンター、プレースキッカー。1979年のNFLドラフト1巡で指名されたが、ドラフトでの失敗例としてしばしば名前があがる。

## 経歴
サンアントニオの東、約35マイルにあるセギーンで育った。1975年にテキサス大学に入学した。
1977年、ライス大学戦でカレッジフットボール記録タイの67ヤードのFGを成功させた。この年彼は他に60ヤード以上のFGを2回成功させた。NCAAは、翌年からFGでのキッキングティーの使用を禁止するルール変更を行った。ルール変更後のキックの最長記録は、1998年にカンザス州立大学のマーティン・グラマティカの65ヤードとなっている。
1976年から1978年まで3年連続でオールアメリカンに選ばれた。
1971年のNFLドラフト1巡全体11位でニューオーリンズ・セインツに指名された。キックスペシャリストがNFLドラフト1巡で指名されたのは、彼を含めて5人だけである。
1979年9月2日のアトランタ・ファルコンズ戦でオーバータイムにスナップミスで頭上を越えたボールをエンドゾーン内で拾いパスを投げたが、これをジェームズ・メイベリーに自陣6ヤード地点でインターセプトされ、そのままリターンTDを許し、チームは敗れた。この年、セインツは8勝8敗でシーズンを終えたが、NFC西地区を制し第14回スーパーボウルに出場したロサンゼルス・ラムズは9勝7敗に止まっていたことから、悔やまれるミスとなった。
1980年のサンフランシスコ・フォーティナイナーズとの開幕戦で同点FGを失敗、チームは過去2シーズンで4勝しかあげていないナイナーズに23-26で敗れた。セインツは開幕から14連敗し、1勝15敗でシーズンを終えた。
1982年、セインツはドラフトでモーテン・アンダーセンを指名、彼はセインツでその後13シーズンに渡って、プレースキッカーを務めた。アークスレーベンは、この年のストライキ期間中、セインツの労働組合代表を務めた。
セインツでは、1983年まで5シーズンプレーしたが、1984年、ブライアン・ハンセンがドラフトで指名された後、解雇された。
1987年、デトロイト・ライオンズで1試合だけプレーした。
1999年に投資家から3600万ドルを騙し取った詐欺罪で、7年の禁固刑判決を受け、2005年に釈放された。しかし、2005年9月から2009年10月にかけて投資家から200万ドルを騙し取った罪で、2013年12月、有罪判決を受けた。

## 家族
息子のライアン・アークスレーベンはテキサス工科大学に進学、父親と同じパンターを務めている。